# Bartolomeo Malfatti
Bartolomeo Malfatti (Mori, 25 febbraio 1828 – Firenze, 15 gennaio 1892) è stato un geografo, storico ed etnografo italiano.

## Biografia
Nacque a Mori in Trentino il 25 febbraio 1828 da Giacomo e Domenica Modena. All'età di quattro anni fu dato in adozione e allevato dalla contessa Margherita Clotz-Salvetti.
Docente all'università di Firenze dal 1878, per primo portò in geografia il positivismo. Fu inoltre autore del primo manuale italiano di etnografia.

## Opere
- Il quadrilatero, la valle del Po e il Trentino, Milano, Editori della Biblioteca utile, 1866.
- Scritti geografici ed etnografici, Milano, Gaetano Brigola, 1869.
- Delle carte geografiche da eseguire nelle scuole secondarie : osservazioni e proposte, Milano, Gaetano Brigola, 1873.
- Imperatori e Papi ai tempi della signoria dei Franchi in Italia, Milano, Ulrico Hoepli, 1876.
- Bernardo re d'Italia : monografia storica con illustrazioni e documenti, Firenze, tipi dei Successori Le Monnier, 1876.
- Etnografia, Milano, Ulrico Hoepli, 1878.
- Il disegno geografico nelle scuole secondarie : osservazioni e proposte, Milano, Ferdinando Sacchi e figli, 1879.